# Artemidin hram u Efezu
Artemidin hram u Efezu je jedno od sedam svjetskih čuda iz vremena antike; Jonski hram nedaleko od Izmira u današnjoj Turskoj.

## Povijest
Efez, u to vrijeme poznat kao Ephesos, je bio glavni grad rimske provincije Asia, i drugi po veličini grad tada poznatog svijeta. Grci koji su dolazili u Aziju preuzimali su ustaljene kultove, a promijenila su se samo imena. Artemida štovana u Efezu imala je sva obilježja azijske božice. To se možda odrazilo i u veličini hrama.
Godine 356. pr. Kr. zapalio ga je Herostrat koji je želio spaljivanjem jednog od sedam svjetskih čuda postati slavan i ući u povijest; što mu je i uspjelo. Te noći, kad je gorio Artemidin hram, prema predaji rodio se Aleksandar Veliki. Aleksandar je vjerovao u tu priču i svojim velikim financijskim sredstvima je kasnije pomogao obnovu hrama koji je postao jedan od sedam svjetskih čuda. 
Obnovljeni hram razorili su Goti 262., a ono što je od njega ostalo, stanovnici su kasnije koristili kao građevinski materijal. Danas još samo jedan od stupova stoji u močvari.
Apostol Pavao je oko 55. posjetio Ephesos. U to je vrijeme još bio vrlo poštovan kult Artemide, i blagostanje grada je snažno ovisilo o mnoštvu posjetitelja ostataka hrama.

## Osobitosti
Za Artemidin hram u Efezu sačuvalo se više podataka nego što se obično sačuva u književnim zapisima.
Hram je bio građen na močvarnom zemljištu. Prema jednoj staroj predaji, tlo je bilo tresetište, pa su graditelji u tlo dodavali drveni ugljen kako bi mu poboljšali nosivost. Kod iskapanja je otkrivena promijenjena boje zemlje, što je potvrdilo ta izviješća. 
Gradnja je trajala oko 120 godina (početak gradnje datira se u vrijeme oko 560. pr. Kr.). Konstrukcija je bila krajnje teška, sastojala se od 127 bogato ukrašenih mramornih stupova koji su nosili teške poprečne grede. 
Dva metra visoka skulptura Artemide bila je izrađena od drveta vinove loze i obložena zlatom i srebrom. Krov je bio izrađen od cedrovine. Jedan od graditelja je bio Cheriphron. 
Sačuvani ulomci klesanog ornamenta s greda hrama navode na pomisao da je u potpunosti zaslužio svoju reputaciju. Jedna od njegovih osobitosti bio je reljef isklesan na donjim dijelovima stupova – zamisao koja je kopirana od prethodnog hrama. Plinije je zabilježio da je 36 stupova bilo ukrašeno na takav način. Vjerojatno su se svi oni nalazili na prednjoj strani zgrade.

## Poveznice
- Grčki hram
- Sedam svjetskih čuda
- Umjetnost stare Grčke
- Jonski red